# تا دنیا دنیاست
«تا دنیا دنیاست» (به انگلیسی: Till the World Ends) یک ترانه اثر هنرمند آمریکایی بریتنی اسپیرز است که برای هفتمین آلبوم استودیویی او، زن افسونگر (۲۰۱۱) ضبط شده‌است. این ترانه توسط کشا سیبرت، لوکاز «دکتر لوک» گوتوالد، الکساندر کرونلوند و مکس مارتین نوشته و گوتوالد، مارتین و بیلبورد این ترانه را تهیه کرده‌اند. این ترانه به‌عنوان دومین تک‌آهنگ آلبوم در ۴ مارس ۲۰۱۱ منتشرشد. «تا دنیا دنیاست» یک ترانه دنس پاپ، الکتروپاپ همراه با الکترو است. این ترانه با صدای آژیر شروع می‌شود و دارای عناصر موسیقی ترنس و یورودنس است؛ و دارای اشعارهایی مانند بند برگردان است و دارای اشعاری که اسپیرز آن را در مورد رقص تا پایان دنیا توصیف می‌کند. «تا دنیا دنیاست» نظرات مثبتی را از منتقدان جهانی دریافت کرد و آن را یک مسیر رقص جذاب دانستند و از ماهیت سرود آن تحسین کردند.
«تا دنیا دنیاست» با ریمیکس‌های مختلفی منتشر شد که مهم‌ترین آنها ریمیکس زن افسونگر، با همراهی رپر نیکی میناژ و کشا است که در تاریخ ۲۵ آوریل ۲۰۱۱ منتشر شد. ریمیکس زن افسونگر بیشتر از میناژ، به دلیل تنوع در رپ، انتقادات مثبتی دریافت کرد. «تا دنیا دنیاست» به موفقیت‌های بین‌المللی دست یافت و در رتبه‌های برتر چندین بازار بزرگ موسیقی از جمله استرالیا، فرانسه، ایرلند، نیوزیلند، سوئد و سوئیس قرار گرفت. نسخه انفرادی اسپیرز به رتبه ۸ در ۱۰۰ آهنگ داغ بیلبورد رسید. ریمیکس زن افسونگر توانست به ده آهنگ برتر در ۱۰۰ آهنگ داغ کانادا و ۱۰۰ آهنگ داغ بیلبورد تبدیل شود.
نماهنگ این ترانه در تاریخ ۶ آوریل ۲۰۱۱ منتشر شد. این نماهنگ اسپیرز را در یک مهمانی رقص زیرزمینی که در ۲۱ دسامبر ۲۰۱۲ تنظیم شده‌است به تصویر می‌کشد. منتقدین آن را با شباهت به نماهنگ من برده تو هستم (۲۰۰۱) اشاره کردند و به‌طور عمده برای آن نقدهای مثبتی ارائه دادند. این فیلم همچنین در دو بخش جایزه ام‌تی‌وی ۲۰۱۱ نامزد شد به توانست جایزه بهترین ویدئو پاپ را به‌دست‌آورد. اسپیرز این ترانه را در صبح بخیر آمریکا، جیمی کیمل لایو! و همراه نیکی میناژ در جایزه موسیقی بیلبورد ۲۰۱۱ اجرا کرد. وی همچنین ترانه را به‌عنوان تک آهنگ پایانی کنسرت‌هایش در تور زن افسونگر (۲۰۱۱)، بریتنی: تکه‌ای از من (۲۰۱۳–۲۰۱۷)، بریتنی: زنده در کنسرت (۲۰۱۷) و تور تکه‌ای از من (۲۰۱۸) اجرا کرد.